# Zorlovići
Zorlovići (cyr. Зорловићи) – wieś w Czarnogórze, w gminie Pljevlja. W 2011 roku liczyła 15 mieszkańców.